# Kleinzeche

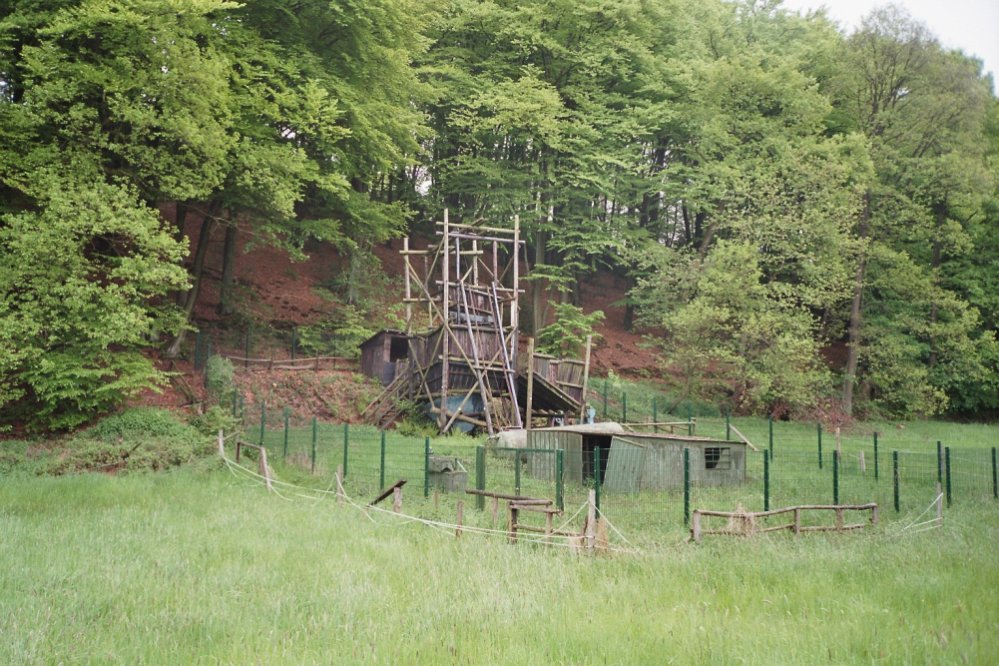
Die Kleinzeche Egbert, letzte ihrer Art im Ruhrgebiet

Kleinzechen waren Steinkohlengruben, deren Belegschaft, Ausstattung und Produktion weit unter denen einer großen Zeche liegen. Allermeist handelte es sich um reine Stollenbetriebe (ohne seigere Schächte). Kleinzechen erhielten oftmals den Spitznamen „Zeche Eimerweise“, was auf ihre kleinen Fördermengen hinweist.

## Geschichte der Kleinzechen im Ruhrgebiet

### Kleinzechen in der Frühen Neuzeit und im 19. Jahrhundert
Vor der Industrialisierung und der mit ihr verbundenen gesteigerten Nachfrage nach Kohle, die zu großen und technisch erheblich aufwendigeren Betrieben führte, waren sie die Standardform des Steinkohlenbergbaus.

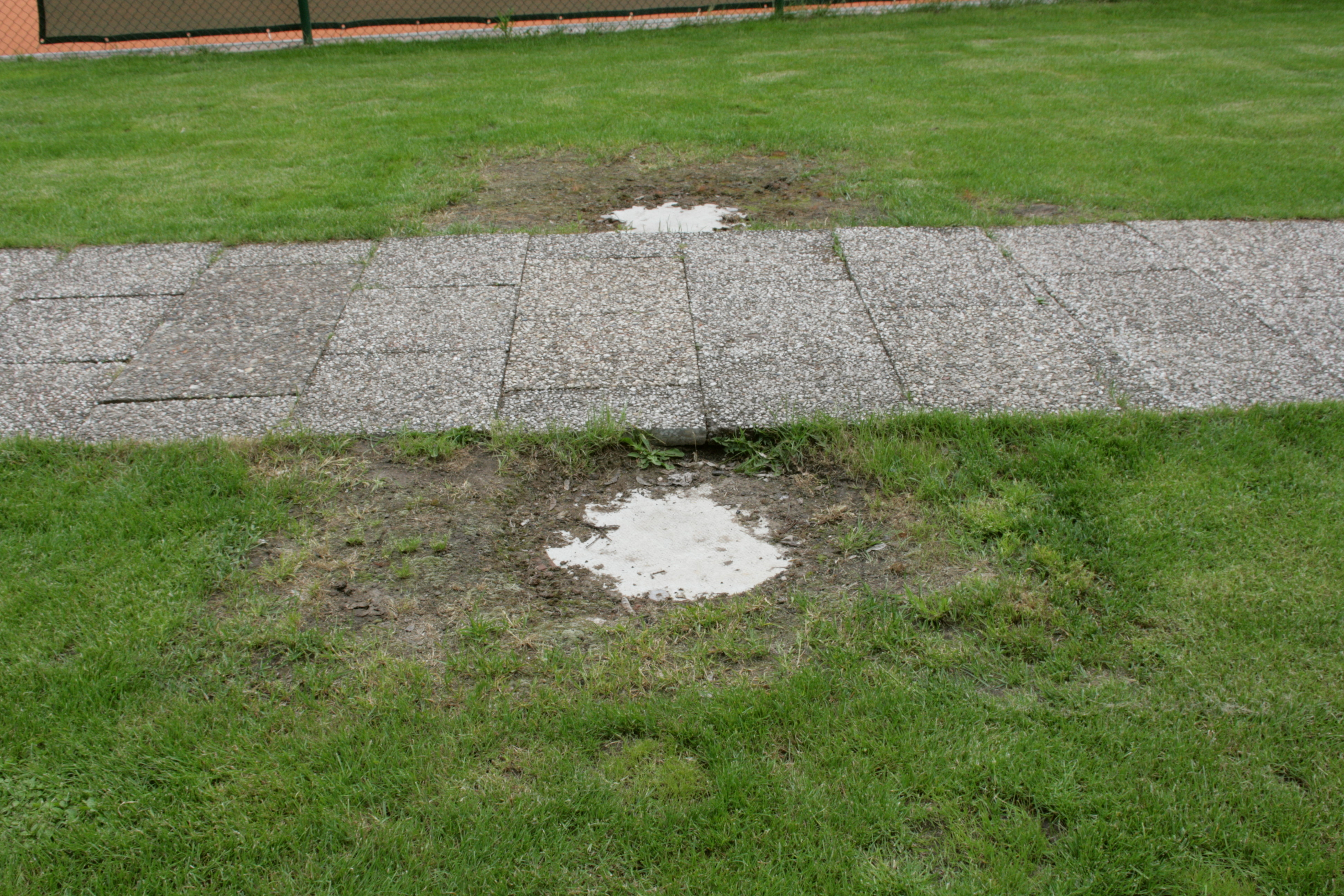
Schachtdeckel der Zeche Ringeltaube an der Tennisanlage des Tennis-Clubs Schwarz-Weiß Annen

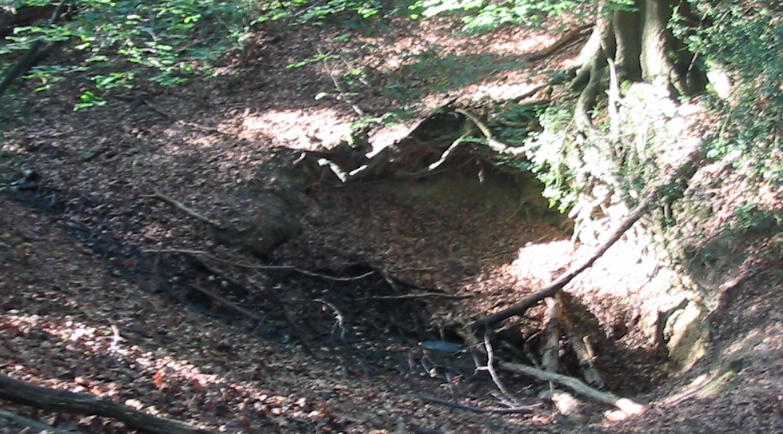
Tagesbruch in einem Bachtal bei Wetter. Der Bach versickert völlig in den alten Bauen.

Auch nach der Schließung von großen Zechen gab es im gleichen Revier oftmals weiterhin Kleinzechen. Sie ermöglichten die Erschließung auch kleiner und somit für große Zechen unrentabler Lagerstätten und befanden sich oftmals im Besitz der Bergleute selbst. Im Ruhrgebiet war der Betrieb von Kleinzechen nur südlich der Mergelgrenze möglich, da die Kohle hier tagesnah anzutreffen war. Dem 1893 gegründeten Rheinisch-Westfälischen Kohlen-Syndikat traten die Gewerken der Kleinzechen nicht bei.

### Kleinzechen 1945–1976
Eine neue Blüte erfuhr das Kleinzechenwesen in der Zeit des großen Brennstoffmangels nach dem Ende des Zweiten Weltkrieges. Damals wurde an vielen Stellen, wo bekannt war, dass früher einmal nach Kohle geschürft wurde, meist ungenehmigt gegraben. Später gingen die Behörden dem Betrieb der Kleinzechen verstärkt nach, und viele Unternehmen wurden nun offiziell angemeldet.
Für „Kleinstbetriebe“ (wie die Kleinzechen offiziell hießen) galten dabei spezielle Auflagen, z. B. bezüglich der Fördermengen (in Bochum täglich drei, später zehn Tonnen), der Ausstattung (nur „Handarbeit“ war erlaubt), aber auch der eingesetzten Belegschaft (z. B. von Rentnern oder auch „Berginvaliden“, die auf Großzechen nicht mehr arbeiten durften).
Die so registrierten Kleinzechen hatten grundsätzliche Auflagen zu erfüllen. Diese umfassten das Anmelden der Beschäftigten bei der Knappschaft, Bewetterung der Grubenbaue, Sicherheit der Bergleute und das Hinterlegen einer Kaution für die Wiederherstellung der Oberfläche. So entwickelte sich ein reger Abbau mit einfachen Schrägschächten, sogenannten Förderabhauen. Je nach Größe des Betriebs gab es aufwendige Tagesanlagen mit Baracken, Verladeeinrichtungen und Kohlebunkern. Einige Betriebe leisteten sich sogar Siebanlagen, um die Kohle, meistens unreine Magerkohle, verkaufsfähig aufzubereiten.
In vielen Fällen engagierten sich auch Gemeinden oder Papierfabriken aus weiten Teilen Deutschlands im Ruhrgebiet, um sich mit Kohle zu versorgen.
Die Historiker Matthias Dudde und Stefan Nies weisen mehr als 1.000 Kleinzechen für die Jahre 1945 bis 1970 nach. Die regionalen Schwerpunkte waren Bochum im Bereich von Querenburg, Stiepel und dem Weitmarer Holz sowie in Dortmund und Witten zwischen Kruckel, Annen und Herbede.
1965 wurden die letzten Kleinzechen aufgrund der Stilllegungsprämie des Rationalisierungsverbandes des Steinkohlenbergbaus stillgelegt. Lediglich einige wenige Gruben, wie die Zechen Glücksstern, Ringeltaube sowie Egbert bestanden noch länger. Im Jahre 1976 schloss dieser Schacht in Buchholz-Kämpen als letzter des Ruhrgebiets.
Einzige Erinnerung an die vielen Kleinzechen sind heute oftmals Tagesbrüche. Einen historischen Einblick erlaubt der Bergbauwanderweg Muttental.

## Kohlenkleinbetriebe im Saarland
Im Saarland nannte man diese Gruben „Kohlenkleinbetriebe“. Die Privatgrube Fischbach im gleichnamigen Ortsteil der Gemeinde Quierschied war die letzte aktive Kleinzeche in Deutschland. Die Steinkohlenförderung wurde dort Mitte 2008 eingestellt.